# Carminillo Mederos
Carminillo Mederos da Costa (Cañada Brava, Cerro Largo, 18 de agosto de 1921 - 25 de octubre de 1993) fue un docente y político uruguayo perteneciente al Partido Nacional.
Ejerció la docencia en el liceo de Juan Lacaze. En 1958 fue elegido miembro del Concejo Departamental de Colonia. En 1963 fue elegido presidente de dicho cuerpo hasta 1966. Entre sus obras se cuenta la rambla de Colonia y las obras de drenaje en Juan Lacaze.
En las elecciones de 1966 fue elegido diputado por el departamento de Colonia. En 1971 acompañó a Wilson Ferreira Aldunate, siendo electo senador. Cuando sobrevino el golpe de Estado en 1973 abandonó la banca. Fue reelecto al senado en las elecciones de 1984.